# Licuadora (trituración)

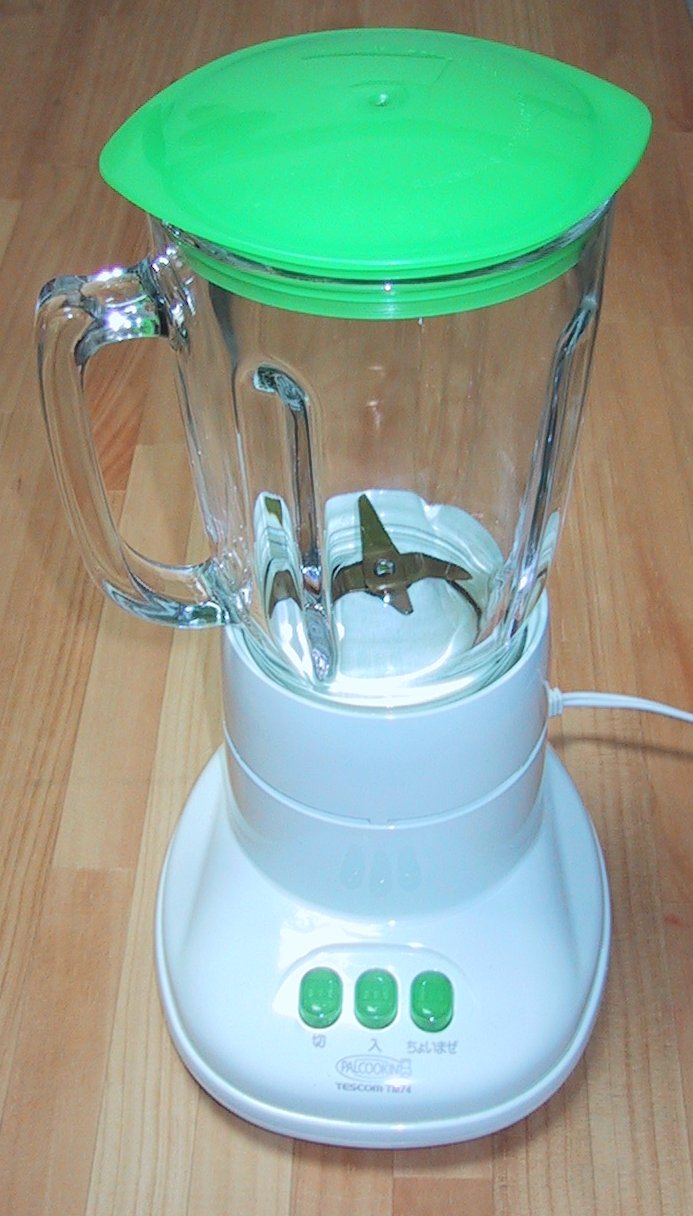
Licuadora o batidora de vaso.

Una licuadora (Hispanoamérica), juguera (Chile) o batidora de vaso (España) es un electrodoméstico de cocina para fluidificar los alimentos y conseguir una pasta de mayor o menor liquidez según los ingredientes que se utilicen. Está compuesta por un soporte tecnológico, una cuchilla de alto filo que es la encargada de girar y triturar los alimentos, un vaso para contener los alimentos y la tapa. Puede servir para todo, pero se recomienda su uso por parte de un adulto o alguien experimentado, ya que este artefacto es muy riesgoso.  

## Características
Consta de un motor plástico en un vaso generalmente de plástico o vidrio desde donde, con la ayuda de un eje que se conecta al vaso (en cuyo fondo hay unas cuchillas en formas de hélice), hace girar las aspas de la misma; generando un torbellino que atrae los alimentos hacia las cuchillas giratorias moliéndolos o triturándolos. Tiene entre tres y cinco cuchillas que sirven para cortar y mezclar los alimentos.
El motor actúa a grandes revoluciones y puede funcionar en diferentes velocidades, según la cantidad de niveles de potencia asignados y en la forma en que se vaya regulando. Dependiendo de la marca, las aspas giran por la fuerza de rotación a través del acoplamiento con el eje del rotor, con unas 2000 revoluciones por minuto aproximadamente.
Hace casi la misma conexión que la batidora, solo que el motor se ubica en el fondo y tiene distintos elementos.
Es posible acoplar las cuchillas a algún recipiente capaz de enroscarse a las mismas, generalmente se suele hacer cuando se elaboran salsas. Sólo en todo caso es de vital importancia nunca usar las cuchillas si no están debidamente acopladas al vaso o recipiente, ya que debido a que están muy afiladas representan un serio peligro para la seguridad. 

## Origen de la licuadora
El inventor de la licuadora fue Stephen J. Poplawski, un polaco radicado en el estado norteamericano de Wisconsin, que ya en su infancia mostró una obsesión por inventar dispositivos destinados a la mezcla de bebidas.
En 1922, después de cinco años de experimentación, Poplawski patentó la primera licuadora, y anotó que era el primer aparato mezclador que tenía un elemento agitador montado en el fondo de una taza, y que mezclaba bebidas malteadas cuando la taza se situaba en una cavidad en la base del aparato.
Poplawski, en 1953, durante un litigio de patentes, dijo que en 1922 no pensaba en la licuadora para la maceración de frutas y verduras, pero sí como triturador de alimentos.
En sus orígenes se empleaban principalmente en hospitales donde se precisaba de un medio para triturar y mezclar diferentes medicamentos y alimento. Posteriormente con la masiva difusión de pastillas concentradas el uso médico se redujo y se difundió masivamente en los hogares.